# Excirolana affinis
Excirolana affinis är en kräftdjursart som först beskrevs av Jones 1971.  Excirolana affinis ingår i släktet Excirolana och familjen Cirolanidae. Inga underarter finns listade i Catalogue of Life.